# Делакур, Альфред
Альфред Делакур или Альфред-Шарлемань Делакур (псевдоним Пьера-Альфреда Лартига) (фр. Alfred Delacour; 3 сентября 1815, Бордо — 31 марта 1883, Париж) — французский драматург, либреттист
. Доктор медицины.

## Биография
По образованию медик. С 1841 года занимался врачебной деятельностью. Со временем занялся литературным творчеством. Автор ряда пьес, водевилей, либретто. Часто писал в сотрудничестве с рядом известных авторов (Гранже, Клервиллем, Лабишем, Марком-Мишелем и др.).

## Избранные произведения
- 1847: L’Hospitalité d’une grisette
- 1849: E. H.
- 1850: Le Courrier de Lyon
- 1851: La fille qui trompe son mari
- 1852: Paris qui dort
- 1855: Un bal d’auvergnats
- 1856: La Queue de la poële
- 1858: Deux merles blancs
- 1859: Un mari à la porte
- 1861: Les Voisins de Molinchart
- 1862: Les Petits Oiseaux
- 1864: La Cagnotte
- 1864: Le Point de mire
- 1864: Les Femmes sérieuses
- 1865: L’Homme qui manque le coche
- 1875: Le Procès Veauradieux
- 1876: Le roi dort
- 1876: Les Dominos roses

Несколько его произведений были экранизированы, по ним снят ряд телефильмов.

## Награды
- Кавалер Ордена Почётного легиона (1867)